# Elbridge
Elbridge – miasto w Stanach Zjednoczonych, w stanie Nowy Jork, w hrabstwie Onondaga.